# Sara James
Sara Zofia Egwu-James (ur. 10 czerwca 2008 w Słubicach) – polska piosenkarka popowa pochodzenia nigeryjskiego.
Zwyciężczyni czwartej edycji programu The Voice Kids (2021). Reprezentantka Polski w 19. Konkursie Piosenki Eurowizji Junior (2021), w którym zajęła drugie miejsce. Finalistka 17. edycji talent show America’s Got Talent (2022).

## Życiorys
Jest córką Polki i Nigeryjczyka, Arlety Dancewicz i Johna Jamesa. Jej ojciec również jest piosenkarzem: wystąpił w Bitwie na głosy jako członek chóru Mezo i stworzył duet Loui & James, z którym wystąpił m.in. w Dzień dobry TVN. Ma troje rodzeństwa: Michelle James, Johna Jamesa Juniora oraz Jakuba Dancewicza.
Ze względu na rasizm ze strony rówieśników, spowodowany nigeryjskim pochodzeniem, w tym odmiennym kolorem skóry, zmieniała wielokrotnie szkoły. Uczyła się w kilku szkołach podstawowych w Ośnie Lubuskim. Uczęszczała też do szkoły muzycznej I stopnia w Słubicach, gdzie uczyła się gry na pianinie. Brała też udział w zajęciach wokalnych z Edytą Kręgiel w Miejskim Ośrodku Kultury w Słubicach.
W 2022 rozpoczęła indywidualny tok nauczania ze względu na rozwój kariery muzycznej.
W 2024 wyznała, że zdiagnozowano u niej ADHD, które leczy psychoterapią i farmakoterapią.

## Kariera
Zaczęła śpiewać publicznie w wieku sześciu lat. Brała udział w Festiwalu Kolęd, Pastorałek i Piosenek Bożonarodzeniowych w Szczecinku, na którym zwyciężyła w swojej kategorii wiekowej. W 2020 stanęła na podium World Talent Show oraz zdobyła Srebrny Mikrofon w finale Lubuskiego Festiwalu Piosenki Pro Arte.

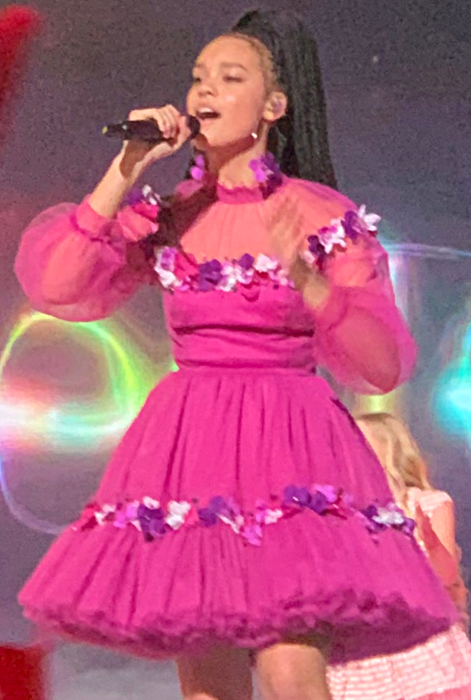
James podczas finału 19. Konkursu Piosenki Eurowizji Junior w Paryżu (2021)

W 2021 wzięła udział w czwartej edycji programu The Voice Kids; dołączyła do drużyny prowadzonej przez Tomsona i Barona, pod których kierownictwem pomyślnie przeszła przez wszystkie rundy eliminacyjne i dotarła do finału, w którym zwyciężyła po zdobyciu największego poparcia telewidzów. We wrześniu 2021 uczestniczyła w programie Szansa na sukces, wyłaniającym reprezentanta Polski w 19. Konkursie Piosenki Eurowizji Junior; zakwalifikowała się do finału, w którym wykonała m.in. autorski utwór „Somebody”, za który otrzymała największe poparcie telewidzów oraz jurorów, dzięki czemu została reprezentantką Polski w konkursie. Jeszcze przed występem w finale konkursu, 18 listopada wydała minialbum pt. Jak co roku. 19 grudnia wystąpiła w finale Eurowizji Junior i zajęła w nim drugie miejsce po zdobyciu 218 punktów, w tym 102 pkt od widzów (2. miejsce) i 116 pkt od jury (2. miejsce).
19 lutego 2022 wystąpiła jako gość specjalny w widowisku TVP Tu bije serce Europy! Wybieramy hit na Eurowizję!, wykonując piosenkę „Somebody” oraz eurowizyjny utwór Netty „Toy”. 17 marca wydała singel pt. „Nie jest za późno”, który dotarł na 18. miejsca listy AirPlay – Top najczęściej odtwarzanych utworów w polskich rozgłośniach radiowych. Wiosną wzięła udział w programie America’s Got Talent; po występie w przesłuchaniach otrzymała tzw. złoty przycisk, tym samym zakwalifikowała się do półfinału konkursu. W czerwcu została globalną ambasadorką programu Spotify EQUAL, a następnie wydała singel „My Wave” pod szyldem wytwórni płytowej Polydor Records. Na początku sierpnia wydała singiel „Taka sama”, a pod koniec miesiąca wystąpiła w półfinale America’s Got Talent i zakwalifikowała się do finału programu. 26 lutego 2023 wystąpiła jako gość specjalny w widowisku TVP Tu bije serce Europy! Wybieramy hit na Eurowizję!, wykonując piosenkę „Somebody”. W tym samym roku użyczyła głosu postaci Ariel w filmie Mała Syrenka będącym aktorską wersją animacji Disneya z 1989 roku pod tym samym tytułem.

## Aktywność społeczna
Aktywnie włącza się w przedsięwzięcia społeczne. W czerwcu 2022 jako pierwsza polska artystka została globalną ambasadorką programu Spotify EQUAL, który ma na celu promowanie równości w przemyśle muzycznym, a za sprawą tej współpracy wizerunek artystki znalazł się na telebimie na Times Square w centrum Nowego Jorku. Również w 2022 została ambasadorką Wrocławskiego Roku Dobrych Relacji, akcji mającej na celu poszerzenie wiedzy o narastającym problemie samotności.
W 2025 wystąpiła w kampanii społecznej sieci drogerii Rossmann pod hasłem „A Ty? Co chcesz powiedzieć swojemu ciału?” na temat samoakceptacji.

## Dyskografia

### Albumy
| Rok  | Dane dot. albumu                                                                                                   | Najwyższa pozycja na liście |
| Rok  | Dane dot. albumu                                                                                                   | POL                         |
| ---- | --- | --------------------------- |
| 2024 | Playhouse - Wydany: 8 listopada 2024 - Wytwórnia: Universal Music Polska - Format: CD, digital download, streaming | 28                          |

### Minialbumy
| Rok  | Dane dot. minialbumu |
| ---- | --- |
| 2021 | Jak co roku - Wydany: 18 listopada 2021 - Wytwórnia: Universal Music Polska - Format: CD, digital download, streaming                   |
| 2022 | Spotify Singles - Wydany: 11 października 2022 - Wytwórnia: Universal Music Polska - Format: digital download, streaming                |
| 2025 | Babie Lato 2025 (oraz Margaret i Zalia) - Wydany: 30 maja 2025 - Wytwórnia: Good Taste Production - Format: digital download, streaming |

### Single
| Rok | Tytuł                                             | Najwyższe pozycje na listach | Najwyższe pozycje na listach | Najwyższe pozycje na listach | Certyfikat                | Sprzedaż        | Album                           |
| Rok | Tytuł                                             | POL (airplay)                | POL (airplay nowości)        | POL (airplay TV)             | Certyfikat                | Sprzedaż        | Album                           |
| --- | ------------------------------------------------- | ---------------------------- | ---------------------------- | ---------------------------- | ------------------------- | --------------- | ------------------------------- |
| 2021 | „Czarny młyn” (oraz Kuba Szmajkowski)             | –                            | –                            | –                            |                           |                 | Czarny młyn (ścieżka dźwiękowa) |
| 2021 | „Somebody”                                        | 1                            | 1                            | 3                            | - POL: 2× platynowa płyta | - POL: 100 000+ | –                               |
| 2021 | „Jak co roku”                                     | –                            | –                            | –                            |                           |                 | Jak co roku                     |
| 2022 | „Lecę” (oraz AniKa Dąbrowska i Marcin Maciejczak) | –                            | –                            | –                            |                           |                 | –                               |
| 2022 | „Nie jest za późno”                               | 18                           | 2                            | –                            |                           |                 | –                               |
| 2022 | „Na sam szczyt”                                   | –                            | –                            | –                            |                           |                 | –                               |
| 2022 | „Magia jest w nas”                                | –                            | –                            | –                            |                           |                 | –                               |
| 2022 | „My Wave”                                         | –                            | –                            | –                            |                           |                 | –                               |
| 2022 | „Taka sama”                                       | –                            | –                            | –                            |                           |                 | –                               |
| 2023 | „Bloodline”                                       | –                            | X                            | X                            |                           |                 | –                               |
| 2023 | „Hula Hoop”                                       | –                            | X                            | X                            |                           |                 | –                               |
| 2023 | „Ctrl Alt Del”                                    | –                            | X                            | X                            |                           |                 | –                               |
| 2023 | „Brighter Day” (oraz Ben Cristovao)               | 9                            | X                            | X                            |                           |                 | –                               |
| 2023 | „Dziś mnie mija cały świat” (oraz Szczyl)         | –                            | X                            | X                            |                           |                 | –                               |
| 2024 | „Blue” (solo / oraz Berre / oraz Lova)            | –                            | X                            | X                            |                           |                 | Playhouse                       |
| 2024 | „I Tell Everyone About You”                       | –                            | X                            | X                            |                           |                 | Playhouse                       |
| 2024 | „Detox”                                           | –                            | X                            | X                            |                           |                 | Playhouse                       |
| 2024 | „Sunshine State of Mind”                          | –                            | X                            | X                            |                           |                 | Playhouse                       |
| 2024 | „Psycho”                                          | –                            | X                            | X                            |                           |                 | Playhouse                       |
| 2024 | „Salty”                                           | 17                           | X                            | X                            |                           |                 | Playhouse                       |
| 2025 | „Tiny Heart”                                      | 27                           | X                            | X                            |                           |                 | Playhouse                       |
| 2025 | „Co za noc” (oraz Margaret i Zalia)               | 20                           | X                            | X                            |                           |                 | Babie Lato 2025                 |
| 2025 | „Tattoo” (oraz Margaret i Zalia)                  | –                            | X                            | X                            |                           |                 | Babie Lato 2025                 |
| 2025 | „Kiki”                                            | –                            | X                            | X                            |                           |                 | –                               |
| 2025 | „Bla bla bla” (oraz Margaret i Zalia)             | –                            | X                            | X                            |                           |                 | Babie Lato 2025                 |
| „–” oznacza że singel nie był notowany na danej liście. „X” oznacza, że lista przebojów nie istniała w danym okresie. |                                                   |                              |                              |                              |                           |                 |                                 |

### Single promocyjne
| Rok  | Tytuł                          | Album |
| ---- | ------------------------------ | ----- |
| 2022 | „Rocket Man” (cover)           | –     |
| 2022 | „Running Up That Hill” (cover) | –     |
| 2022 | „Lovely Christmas” (cover)     | –     |
| 2024 | „River” (cover)                | –     |

## Nagrody i nominacje
| Rok  | Konkurs/Program                        | Kategoria                                    | Rezultat   | Źr.    |
| ---- | -------------------------------------- | -------------------------------------------- | ---------- | ------ |
| 2021 | The Voice Kids                         | IV edycja                                    | Wygrana    | [ 22 ] |
| 2021 | Konkurs Piosenki Eurowizji Junior 2021 | Finał 19. Konkursu Piosenki Eurowizji Junior | 2. miejsce | [ 47 ] |
| 2022 | Wiktory 2021                           | Odkrycie roku                                | Nominacja  | [ 48 ] |
| 2023 | Fryderyki 2023                         | Fonograficzny debiut roku                    | Wygrana    | [ 49 ] |
| 2024 | Kobieca Marka Roku                     | Gwiazda Młodego Pokolenia                    | Wygrana    | [ 50 ] |
| 2024 | Gwiazdy Plejady                        | Gwiazda Jutra                                | Wygrana    | [ 51 ] |
| 2024 | TikTok Awards Polska                   | Artysta roku                                 | Nominacja  | [ 52 ] |